# Белое (озеро, Глубокский район, бассейн Добрыловки)
Бе́лое (бел. Бе́лае), Бяле — озеро в Глубокском районе Витебской области Белоруссии. Относится к бассейну реки Добрыловка.

## Физико-географическая характеристика
Озеро Белое расположено в 12 км к северу от города Глубокое. На северо-западном берегу находится деревня Бушики, на юго-восточном — деревня Залесье.
Площадь зеркала составляет 0,55 км², длина — 1,76 км, наибольшая ширина — 0,87 км. Длина береговой линии — 5,36 км. Наибольшая глубина — 9,8 м, средняя — 4,3 м. Объём воды в озере — 2,37 млн м³. Площадь водосбора — 8,21 км².
Котловина лощинного типа, вытянута с юго-запада на северо-восток и имеет лопастную форму. Склоны высотой до 22 м, суглинистые, распаханные, местами покрытые кустарником. Береговая линия извилистая. Берега высокие, сливающиеся со склонами котловины. На севере и западе встречаются низкие участки. По берегам растут ива, ольха, черёмуха, бузина
Подводная часть котловины имеет сложную форму и состоит из трёх плёсов. Северо-восточный и центральный плёсы узкие, форма юго-западного близка к округлой. Ширина мелководья составляет 7—12 м. Глубины до 2 м занимают около 14 % площади озера. Дно покрыто слоем песка и глинистого ила мощностью до 4 м. Максимальная глубина северо-восточного плёса составляет 6,2 м и отмечается в центральной части. Самый глубокий участок юго-западного плёса (7,8 м) расположен в его юго-западной части. Наиболее же глубокая точка озера находится в центральном плёсе, ближе к восточному берегу.

## Гидробиология
Минерализация воды составляет 240 мг/л, прозрачность — 1,7 м. Озеро эвтрофное, слабопроточное. Впадает ручей из озера Муромщина. Из юго-западного плёса вытекает ручей, впадающий в реку Добрыловка.
Зарастает 9 % площади водоёма. Ширина полосы надводной растительности варьируется от 5 до 80 м. Растения распространяются до глубины 2 м.
В озере обитают лещ, щука, окунь, плотва, уклейка, линь и другие виды рыб.